# 로렌스 모리스

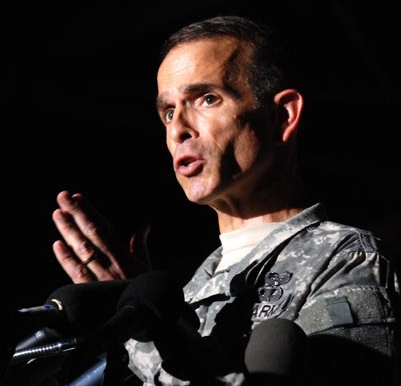
2008년 6월 5일 기자회견에서 연설하는 모리스

변호사 로렌스 J. 모리스는 미국 가톨릭 대학교의 총장 비서실장이자 고문이며 은퇴한 미국 육군 대령이다.

## 교육 경력
모리스는 1982년에 마르케트 대학의 법대를 졸업했다. 모리스는 이전에 정치학과 언론학에서 복수 전공을 취득했다.
1997년 모리스 중령은 미국 육군 법무관 변호사 법률 센터와 학교의 형법 부서장을 역임했는데, 이 학교는 졸업생들에게 법학 석사 학위(ALLM)를 수여하는 법학 박사 후 과정으로 미국 변호사 협회의 완전한 인가를 받았다. 판사로서 현역으로 복무 중인 야전급 육군 장교인 거의 모든 동료들처럼, 대령. 모리스는 버지니아 대학교의 캠퍼스에 있는 법무부 법무센터와 학교에서 수여하는 군사 법의 LLM 자격을 보유하고 있다.
모리스는 또한 미국 국방산업대학교에서 공부하여 국가 안보 전략에서 이학 석사를 취득하였다. 
모리스는 가톨릭대학교 법과대학을 포함한 여러 로스쿨에서 겸임교수로 일했다. 그는 군사 정의의 저자이다. 2010년 출간된 캡스톤 책인 이슈에 대한 가이드는 물론 미군 검사와 변호인들이 자주 사용하는 기사와 훈련 간행물이다.

## 군 경력
2005년부터 2006년까지 모리스는 웨스트포인트에 있는 미국 육군사관학교 교장의 참모 판사 변호사로 근무했다.
2007년 초, 모리스는 미국 육군 재판국의 수석 변호사였으며, 그는 모든 제복을 입은 육군 변호사들이 UCMJ 하에서 범죄로 기소된 군인들을 대표하기 때문에 그들의 업무와 전문적인 훈련을 책임졌다. 그는 또한 이라크에서 법질서 태스크포스의 공동 설립자로 일했고 그의 헌신으로 동성 훈장를 받았다.
2007년 가을, 모리스 데이비스 대령의 후임으로 관타나모 군사위원회의 검사장이 되었다. 데이비스는 토머스 W 준장과의 공개적인 의견 불일치 후 사임하였다. 하트만, 군사 위원회 사무실 소집 기관의 수석 법률 고문. 데이비스는 공개적으로 하트만의 사임을 요구했었다.
2002년, 모리스는 육군 형법 부서의 수장이었고 9/11 테러 용의자들에 대한 첫 기소를 계획하는 임무를 맡았다. 월스트리트저널에 따르면 2002년 "그는 미국 정의의 이상을 불태우면서 알카에다의 음모 혐의의 범위를 밝히는 세간의 이목을 끄는 공개 재판을 제안했다." 부시 행정부는 그의 법적 조언을 무시했는데, 부시 행정부는 고위급 재판을 통해 정의를 추구하기보다는 추가 공격을 막기 위해 테러범들을 비밀리에 심문하기로 결정했다. 모리스는 나중에 재판을 진행해 달라는 요청을 받았다.

### "OC-1"로 알려진 증인의 증언에 대한 논평
토론토 스타는 모리스를 관타나모 군사 위원회의 수석 검사로 지목했다. 토론토 스타의 미셸 셰퍼드는 오마르 카드 전투원 지위의 합법성이 고려될 청문회에 앞서 OC-1로 알려진 목격자의 수정되지 않은 증언이 우발적으로 공개된 것에 대한 모리스의 언급을 인용했다.

OC-1의 비밀 증언에서 발췌한 것은 카디르가 그린 베레모 하사 크리스토퍼 슈페어에게 치명적인 부상을 입힌 공중 폭격의 유일한 생존자였다는 검찰의 이전 진술과 모순되는 것 같았다. 모리스는 다음과 같이 논평했다.
우리는 일단 법정에 도착하면 합리적인 의심을 넘어 그 사건을 입증할 것이라고 확신한다. 그 문서는 지난 몇 년 동안 적어도 세 번 국방부에 공개되었기 때문에 새로운 것이나 놀라운 것은 없었다.

### Mohammed al Qahtani에 대한 새로운 혐의 발표
2008년 11월 18일 모리스는 무함마드 알 카흐타니를 새로운 혐의로 기소할 것이라고 발표했다. 부시 행정부는 2002년 가을 알 카타니에게 58일 간 잠을 재우지 않는 등 다른 극단적인 심문 방법을 적용한 것을 인정했지만, 정보 관리들은 알 카흐타니가 알 카에다의 9.11 테러 공격 몇 달 전에 미국으로 여행을 가려고 했다는 것을 알게 되었다. 모리스의 검찰팀은 2008년 초에 수전 크로포드에게 알 카흐타니에 대한 기소를 제안했다. 군사 위원회의 소집 권한인 크로포드는 혐의가 확인되는지 여부에 대한 최종 결정권을 가지고 있다. 그녀는 알 카흐타니의 "고문에 대한 치료"를 이유로 그에 대한 기소를 취하했다.
2006년 행정 검토 위원회 청문회 전에 공개된 그의 유일한 증언에서 알 카타니는 알카에다와 9-11 납치 음모에 대한 광범위한 관계를 인정했지만, 그의 모든 자백은 그가 고문을 당한 두 달 동안의 것이며, 그 이후로 기회가 있을 때마다 철회했다고 주장했다.
새로운 혐의를 발표할 때, 모리스는 새로운 혐의가 "독립적이고 신뢰할 수 있는 증거"에 근거한다고 말했다. 그는 "그의 행위는 재판에 회부되어 책임을 져야 할 사람들의 범주에 들어갈 만큼 충분히 중요하다"고 말했다.

## 퇴직 공고
2009년 5월 6일 앤디 워싱턴은 모리스가 현역에서 은퇴할 것이며 미국 해군 예비역 대위 존 머피가 검사장으로 교체될 것이라고 보고했다. 2009년 6월 12일 금요일에 은퇴식과 파티가 열렸다. 2009년 9월 1일 모리스는 공식적으로 은퇴하였다. 군에서 전역한 후 모리스는 미국 육군의 민간 변호사로 일했다. 그는 2012년 제병연합센터의 정기적 군인 리뷰에 "당신과 나의 자산: 군인이 되는 것이 진정으로 무엇을 의미하는지 전달"이라는 기사를 썼다.

## 미국 가톨릭 대학교
2011년 미국 가톨릭대학교 총장 존 H. 가비는 모리스를 학교의 총고문으로 임명했다. 2018년 1월 1일, 그는 총장의 비서실장 겸 고문으로 임명되었고, 노트르담 로스쿨의 교수인 낸시 모리슨에 의해 총괄 고문으로 승계 되었다.